# 土御門泰邦
土御門 泰邦（つちみかど やすくに）は、江戸時代中期の公卿・陰陽家。従二位・土御門泰福の末子。兄・土御門泰連の養子。官位は正二位・治部卿。

## 経歴
土御門泰福の嫡男であった泰誠は父に先立って病死、そのため、弟・泰連が泰誠の養子として家督を継いだが、子供に恵まれず末弟の泰邦を養子として迎える。後に泰連には実子泰兄が生まれるが、泰邦が泰兄を養子として後を継がせる事を条件に家督を継いだ。寛延3年（1750年）、引退した兄に代わって従三位となる。
江戸幕府成立以来、幕府は朝廷より改元権限を実質上取り上げていたが、更に貞享暦制定の際に土御門泰福の配下として実務にあたった渋川春海を天文方に引き入れて改暦権限まで奪い取った。これを憂慮した泰邦は西村遠里ら在野の暦学者を保護して自分の傘下に入れていた。折りしも、8代将軍・徳川吉宗は、西洋天文学に基づいて新暦作成のために天文方の西川正休を京都に派遣した。ところが、その矢先に吉宗が病死し、幕府内部は改暦どころではなくなった。そこで泰邦は西川らを京都から追放して自ら改暦を主導して宝暦4年（1754年）宝暦暦を作成して、翌年実施された。この功績によって正二位・治部卿にまで昇るが、宝暦暦施行から僅か8年後には麻田剛立や西村遠里によって日食予測の不備が指摘されるなど、問題が多く、泰邦在世中の明和8年（1771年）には早くも修正が加えられ、泰邦死後僅か13年にして再度寛政暦への改暦が行われる（寛政9年（1797年））ことになったのである。
また、泰邦は寛保2年（1742年）に勅命を受けて長く失われていた漏刻の復刻を研究して『漏刻緯』を著し、宝暦暦に関する基本書である『宝暦暦法新書』にもその抄録が掲載されている。両書に記された漏刻の概要や図面から実際に復元も行われたと推定されている。ただし、復元されたものは唐の呂才が改良した四段式の漏刻に似ているものの、漏壺が小さすぎる上に漏刻の水位を調整する仕組みに不備があり、泰邦も精巧な漏刻が完成できずに不満足な結果に終わったことを記している。また、泰邦の復元作業に従った渋川泰栄の子孫で幕末に漏刻に関する研究書『壺漏要集』を著した渋川影佑も渋川家に残された記録と比較すると、『漏刻緯』には寸法が明記されていない部分があって後世の人が再現することは出来ないと批判している。
墓は京都市下京区の土御門家の菩提寺である梅林寺にある。同寺には泰邦を始め、土御門晴雄ら一族の墓20基余りと共にあるが、土御門家の子孫との連絡は途絶え、梅林寺が代わって供養をしている。

## 人物
宝暦10年（1760年）に、宣旨を将軍家に伝える勅使と共に江戸に旅する。その道中を「東行話説」という記録に残している。道中各所の名産、特に食べ物の感想が多く、それはあくまで個人の感想ではあるが、当時の東海道中の食べ物（名物）の、貴重な記録である。

## 系譜
- 父：土御門泰福（1655-1717）
- 母：不詳
- 養父：土御門泰連
- 妻：不詳
  - 女子：高辻福長正室
- 養子
  - 男子：土御門泰兄 - 土御門泰連の子